# Rurich
Rurich ist ein Stadtteil der Stadt Hückelhoven im Kreis Heinsberg.

## Geografie

### Lage
Rurich liegt im Südosten des Kreises Heinsberg. Nachbarorte sind Baal, Brachelen und Körrenzig (Stadt Linnich).

### Gewässer
Westlich des Dorfes fließen die Rur und der Malefinkbach. Letzterer verläuft von Körrenzig kommend am Schloss und dem Dorf vorbei, er mündet schließlich in die Rur.

## Geschichte

### Ortsgeschichte
Erster urkundlicher Nachweis war eine Verkaufsurkunde vom Januar 1248, in der Egebrecht und Wilhelm von Rurich erwähnt wurden. Eine wenig westlich des Ortes gefundene Scherbe einer Fußschale der Zeit um 600 n. Chr. könnte jedoch anzeigen, dass der Ort bereits wesentlich älter ist. Seit dem Mittelalter gehörte Rurich zum Gerichtsbezirk Körrenzig im Herzogtum Jülich. Von 1794 bis 1814 war das Rheinland von Frankreich besetzt. In diesem Zeitraum wurde 1797 Rurich der neugebildeten Munizipalität Körrenzig im Kanton Linnich zugeteilt, drei Jahre später wurde dann die Mairie (Bürgermeisterei) Körrenzig gebildet. Nach dem Abzug der Franzosen 1815 wurde Rurich preußisch. Zwischen 1816 und 1936 gehörte Rurich zur Bürgermeisterei bzw. seit 1928 zum Amt Körrenzig im Landkreis Erkelenz. Am 1. April 1936 wurde das Amt Körrenzig zwischen den Kreisen Erkelenz und Jülich aufgeteilt. Rurich verblieb als einzige Gemeinde im Landkreis Erkelenz und wurde in das Amt Baal eingegliedert. Seit dem 1. Januar 1972 gehört Rurich zur Stadt Hückelhoven. Rechtsgrundlage für die Eingemeindung war das Gesetz zur Neugliederung der Gemeinden und Kreise des Neugliederungsraumes Aachen vom 14. Dezember 1971, kurz Aachen-Gesetz.

### Einwohnerentwicklung
- 1925: 412 Einwohner[5]
- 1933: 436 Einwohner[5]
- 1939: 465 Einwohner[5]
- 2020: 605 Einwohner[1]

## Religion
Die Bevölkerung ist mehrheitlich katholisch. Der Ort lag jahrhundertelang im Kirchspiel Körrenzig. Von 1868 bis 1872 wurde eine Kirche erbaut. 1888 wurde die Filiale Rurich von Körrenzig abgetrennt und zur Pfarre erhoben. Heute bilden die Pfarrgemeinden Brachelen, Hilfarth und Rurich eine Gemeinschaft.

## Kultur und Sehenswürdigkeiten

### Bauwerke

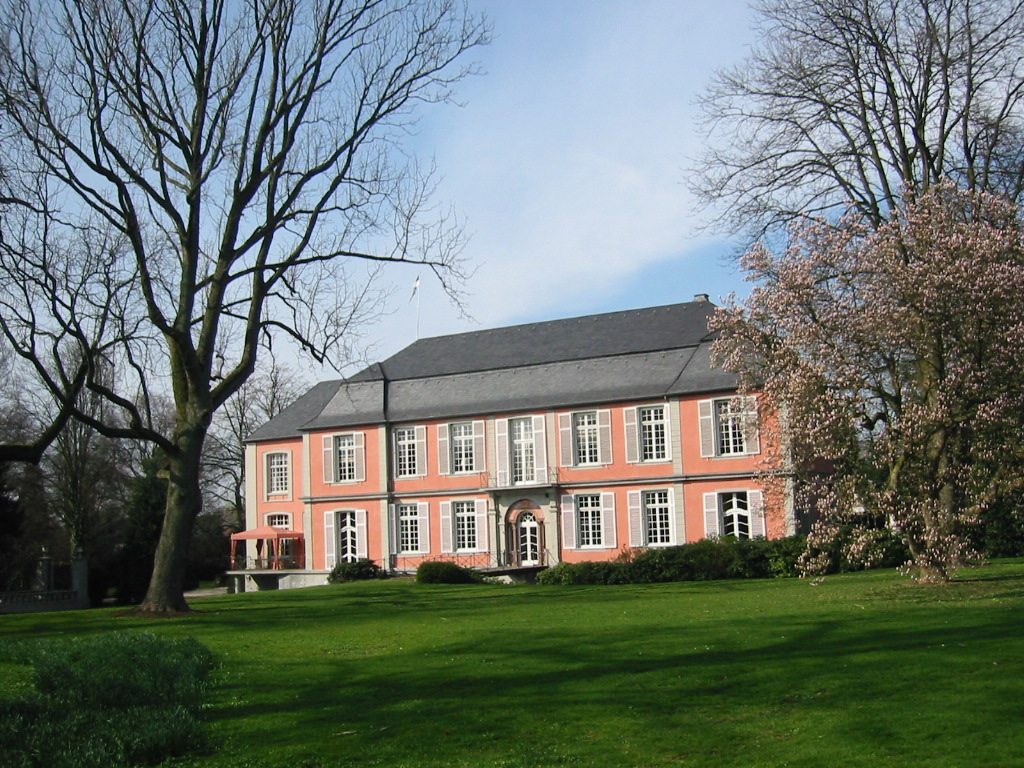
Schloss Rurich

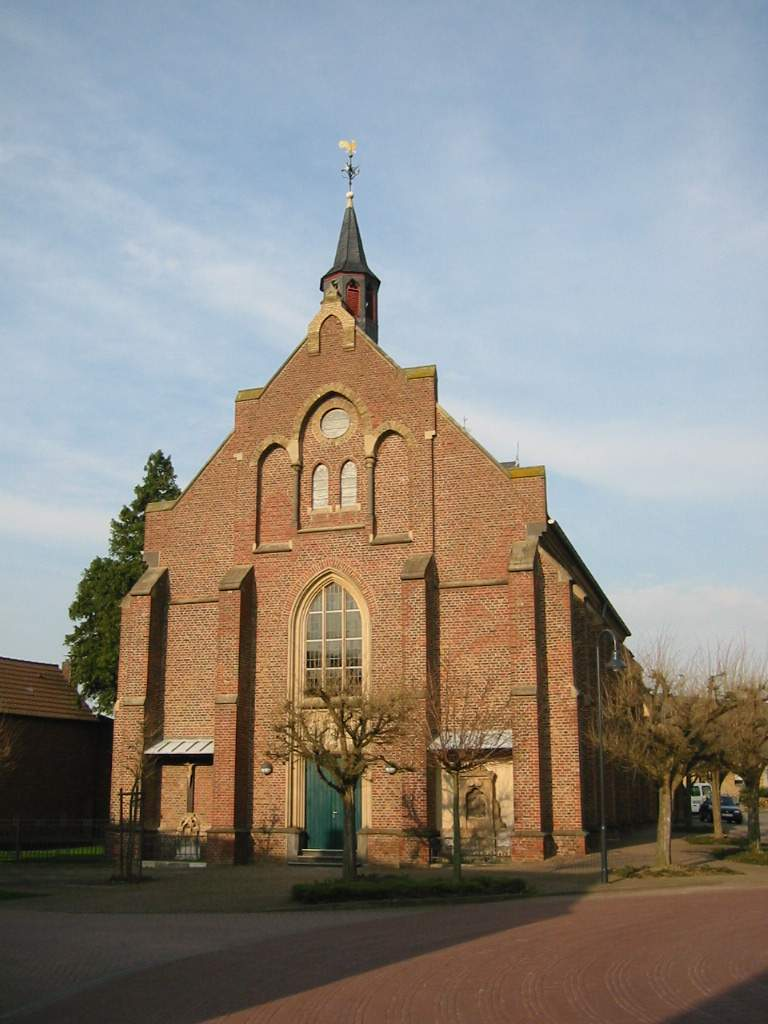
Pfarrkirche Herz-Jesu

- Die Anlage Schloss Rurich besteht aus einem Gutshof und einem Herrenhaus mit Kapelle. Das Herrenhaus ist südseitig von einer Gräfte umgeben. Von der alten Burg auf der, ebenfalls südlich gelegenen Insel, aus dem 14./15. Jahrhundert sind nur Reste des Burggewölbes erhalten, über denen in den 1980er Jahren das sogenannte „Neue Palais“ errichtet wurde. Eine Inschrift am Herrenhaus datiert von 1775/90 und verweist auf den Bauzeitraum. Bei der Schlosskapelle handelt es sich um eine einschiffige neugotische Backsteinhalle mit polygonalem Chor. Ein Teil der Schlosskapelle und des westlichen Seitenflügels vom Herrenhaus sind miteinander verbunden.
- Bis in die Anfänge des 20. Jahrhunderts gehörte das Herrenhaus zum Besitz der Grafen von Hompesch. Nachdem mit dem Tode des Grafen Alfred Polycarp von Hompesch-Rurich im Jahre 1909 diese Linie erloschen war, wurde das Anwesen im Jahre 1913 von den Brüdern Schlick aus Pesch aus dem Nachlass Hompesch erworben und gelangte in der Folge durch Erbgang an den heutigen Besitzer Reichsgraf Eckbrecht von Dürckheim-Montmartin.

- Gut Kippingen

Die Hofanlage wird 1248 erstmals urkundlich erwähnt.
- Die neugotische Pfarrkirche Herz-Jesu, erbaut 1868 bis 1873 nach Plänen von August Carl Lange

### Park
- Schlosspark

### Regelmäßige Veranstaltungen
- Karneval
- Pfingst-Rallye-Rurich am Pfingstsonntag (Oldtimer-Rallye)
- Weihnachtsmarkt
- Frühkirmes des Bürger- und Junggesellenvereins
- Sommerfest des Junggesellenvereins
- Maiversteigerung und Maibaum aufstellen

## Infrastruktur und Wirtschaft

### Öffentliche Einrichtungen
- Städtischer Kindergarten „Villa Kunterbunt“
- Bürgersaal Rurich
- Rasen-Sportplatz

### Verkehr
Östlich des Dorfes verläuft die Bundesstraße 57.
Die eingleisige Bahnstrecke Jülich–Dalheim führte früher von Düren über Jülich, Linnich, Baal, Hückelhoven und Dalheim nach Mönchengladbach und berührte dabei Rurich. Der alte Haltepunkt lag damals links vom heutigen Wendehammer der Hompesch Straße. Ein altes Backsteinhäuschen (Unterstand) erinnert an den Haltepunkt. Er befindet sich heute in Privatbesitz und dient als Abstellraum. Die Bahngleise zwischen Linnich und Baal wurden nach der Stilllegung (1968) der Strecke 1974 abgebaut; heute dient diese ehemalige Bahntrasse zwischen dem Sportplatz Rurich und dem Bahnhof Baal seit 2002 als Rad- und Wanderweg. Es gibt jedoch Bestrebungen, die Strecke Linnich – Baal wiederaufzubauen.
Rurich wird von den AVV-Buslinien 295 des Rurtalbus und HÜ 2 des WestVerkehr bedient. Zusätzlich verkehrt in den Nächten von Freitag auf Samstag ein Disco-Bus nach Himmerich.
Zudem verkehrt der Multibus seit dem 9. Juni 2024 kreisweit erweitert und zu einheitlichen Bedienzeiten.
| Linie     | Betreiber | Verlauf |
| --------- | --------- | --- |
| 295       | Rurtalbus | (Linnich Schulzentrum –) Linnich-SIG Combibloc – Glimbach – Körrenzig – Rurich – Baal Süd – Baal Bf |
| HÜ2       | west      | Rurich – Baal Süd – Baal Bf – Doveren – Hückelhoven – Kleingladbach oder (Ratheim –) Millich – Schaufenberg (– Kleingladbach) |
| Disco-Bus | Rurtalbus | DiscoBus: nur in den Nächten Fr/Sa (kein AVV-Tarif) Jülich Neues Rathaus – Walramplatz – Koslar – Barmen – Abwz. Floßdorf – Rurdorf – Linnich Rathaus – Glimbach – Körrenzig – Rurich – Baal Bf – Abzw. Doverheide – Hückelhoven – Himmerich |

## Persönlichkeiten
- Alfred Polycarp von Hompesch, Graf von Hompesch (* 16. September 1826; † 21. Januar 1909)

Kammerherr der späteren Kaiserin Augusta, der Gattin Kaiser Wilhelm I.
Vertreter des Rheinischen Grafenverbandes im Preußischen Herrenhaus
Abgeordneter im Reichstag des Norddeutschen Bundes, ab 1867
Abgeordneter im Deutschen Reichstag, ab 1874
- Dr. theol. h. c. Wilhelm Bäumker (* 25. Oktober 1842 in Elberfeld; † 3. März 1905 in Rurich)

bedeutender Hymnologe (Kirchenliedforscher), Verfasser des vierbändigen Werks „Das katholische deutsche Kirchenlied in seinen Singweisen“